# Jaroslav Budínský
Jaroslav Budínský (17. září 1865 Chotoměřice – 12. května 1939 Brno) byl český a československý politik, člen Lidové strany pokrokové (moravská odnož mladočeské strany) a poslanec Moravského zemského sněmu, po vzniku ČSR poslanec Revolučního národního shromáždění za Českou státoprávní demokracii, respektive za z ní vzniklou Československou národní demokracii.

## Právnická kariéra
Narodil se v Chotoměřicích v rodině mlynáře Františka Budínského a jeho ženy Kateřiny, roz. Kábové. Studoval na gymnáziu v Německém Brodě, maturitu složil v roce 1884, a Právnickou fakultu Univerzity Karlovy, kde také získal v roce 1897 titul doktora práv. Od 90. let 19. století působil jako právník v Brně a v Olomouci. Působil také jako praktikant u Krajského soudu v Olomouci, Zemského soudu v Praze a Krajského soudu v Táboře. V letech 1898–1901 pracoval v advokátní kanceláři zemského poslance Josefa Koudely. V roce 1898 složil advokátní zkoušku. Proslul obhajobou chudých klientů a žalobami na brněnskou radnici vedenou Němci z důvodu jejího přístupu k českému školství.
Angažoval se také v otázce českého školství, v letech 1907–1911 byl předsedou Matice školské v Brně. Byl také předsedou Sokola v Králově Poli.

## Politická kariéra za Rakouska-Uherska
Do politiky vstoupil koncem 19. století jako součást hnutí Mladá Morava, tvořeného pokrokovými studenty, majícími blízko k mladočechům. Vzešel z okruhu sdružení Politický spolek pro severní Moravu. V roce 1911 patřil do mladší generace Lidové strany pokrokové na Moravě. Během tehdejšího pnutí ve straně souvisejícího s tlakem mladočechů z Čech na větší integraci a programové sblížení byl nakloněn tomuto tlaku vyhovět, ale nakonec byl přesvědčen Adolfem Stránským, aby zůstal loajální vůči stávajícímu brněnskému vedení strany a nepodpořil uvažovanou výstavbu zcela nové mladočeské strany na Moravě. Patřil do okruhu brněnských Lidových novin a ve straně reprezentoval skupinu, která byla nacionálně radikálnější a více nakloněná kooperaci s mladočeskými politiky z Čech.
V moravských zemských volbách 1906 byl zvolen poslancem Moravského zemského sněmu za českou kurii měst, obvod Brno, III. a IV. okres. Při zemských volbách 1913 změnil volební obvod a byl nyní zvolen za českou kurii měst, obvod Moravské Budějovice, Třešť, Telč, Dačice, Slavonice, Jemnice a Jaroměřice nad Rokytnou. V prvním období byl členem školského a zdravotního výboru a během dvou zasedání místopředsedou živnostenského výboru, byl členem zemské školní rady a stálého vyrovnávacího výboru. Ve sněmu se vyslovoval pro podporu školství a živnostníků. Díky podpoře živností se stal čestným členem Zemské jednoty živnostenských společenstev, Okresních jednot a Odborových svazů na Moravě. Ve druhém volebním období se stal přísedícím Moravského zemského výboru, kde byl pro ozdravení zemských financí. Jinak nebyl členem žádného výboru.

## Politická kariéra za Československa
Kontakty s českými mladočechy udržoval i za první světové války, kdy byl členem domácího odboje (Maffie). V létě roku 1917 byl vyslán do Národního výboru a roku 1918 se podílel na vytvoření České státoprávní demokracie, v jejímž pražském vedení zasedl jako jeden ze čtyř místopředsedů. Udržel si své místo i v Národním výboru po jeho personální rekonstrukci onoho roku.
V letech 1918-1920 zasedal v Revolučním národním shromáždění. V tomto zákonodárném sboru zasedal za Českou státoprávní demokracii, později přetvořenou v národní demokracii. Ve shromáždění se zasloužil o vznik brněnské univerzity a dalších školských institucí ve městě. V parlamentu se rozešel s vedením strany, a tak v roce 1921 opustil i celou národní demokracii. Pak ještě působil v moravském zemském výboru a ve školské radě.
Po odchodu z parlamentu se stal předsedou správní rady Moravsko-slezské banky a v roce 1925 byl spolu s dalšími představiteli banky obžalován ze zavinění jejího pádu kvůli lehkomyslnému poskytování úvěrů, neuváženým obchodům a falšování obchodních knih. Je autorem vzpomínkové knihy Morava za války. Ze vzpomínek na domácí odboj.

## Osobní život

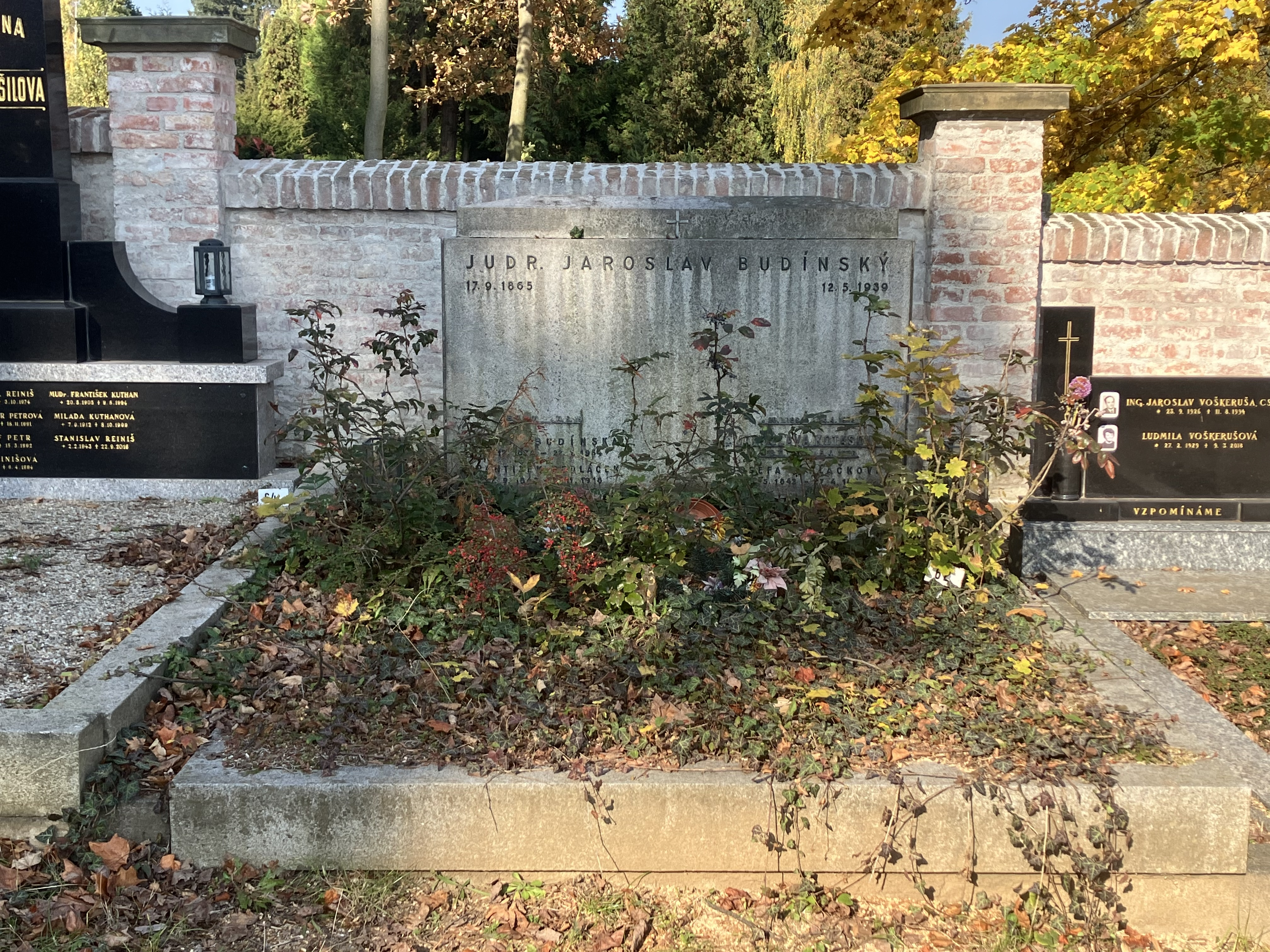
Hrob Jaroslava Budínského

V roce 1899 se oženil s Josefou Sedláčkovou (1874–1955). Z manželství vzešly čtyři dcery. Druhorozené děvče se narodilo mrtvé. Nejstarší Jaroslava (1899–1976) byla manželkou architekta Karla Kotase.
Zemřel na srdeční slabost v nemocnici Milosrdných bratří v Brně v roce 1939. Je pohřben na Ústředním hřbitově v Brně, sk. 54/hr. 62-63.